# Борисов Олег Іванович
Олег (Альберт) Іванович Борисов (рос. Оле́г Ива́нович Бори́сов; нар. 8 листопада 1929, Яковлевський, Івановська область, Російська РФСР — пом. 28 квітня 1994, Москва, Росія) — радянський та російський актор театру і кіно, майстер художнього слова (читець). Заслужений артист УРСР (1963). Народний артист РРФСР (1974). Народний артист СРСР (1978).

## Життєпис
По закінченні МХАТ у 1951-го року, приїжджає до Києва, де працював у 1951—1963 роках актором Київського російського драматичного театру ім. Лесі Українки.
З 1955 року почав зніматися у кіно, де всесоюзну славу та звання Заслуженого артиста УРСР приніс йому фільм «За двома зайцями» за п'єсою українського драматурга Михайла Старицького, знятий у Києві на кіностудії ім. О.Довженка у 1961 році.
У 1963 працював актором у Московському драматичному театрі ім. О. С. Пушкіна, але через деякий час він переходить до трупи Ленінградського БДТ ім. Горького, головним режисером якого був Георгій Товстоногов.
У 1983 році Олег Іванович знов переїжджає з Ленінграда до Москви, де працює у відомому на весь Радянський Союз МХАТі, під керівництвом Олега Єфремова. Проте новий театр розчарував Борисова своїми правилами та поведінкою акторів.
У 1989 році Олег Іванович йде з МХАТу та переходить до Центрального театру Радянської армії, де з успіхом зіграв Павла І. В 1991 році Борисов організовує свій власний театр — «Антреприза Олега Борисова».
Мав сина Юрія.
Брат Борисова — це нині російський актор Лев Борисов.
Відомо, що Олег Іванович багато років дружив з Валерієм Лобановським та Олегом Базилевичем.
Помер у 1994 році, від лейкемії, на 65 році життя. Похований на Новодівочому кладовищі.

## Нагороди
- Заслужений артист УРСР (1963)
- Народний артист РРФСР (1974)
- Лауреат Державної премії СРСР (1978, 1991)
- Народний артист СРСР (1978)
- Лауреат Державної премії РРФСР ім. бр. Васильєвих (1984)
- Премія «Ніка» (1990)
- Кубок Вольпі Венеційського кінофестивалю за найкращу чоловічу роль (1990)
- Лауреат Державної премії РРФСР ім. К. С. Станіславського (1991)
- Лауреат Державної премії України імені Олександра Довженка за визначний творчий внесок у створення художнього фільму «За двома зайцями» (1999, посмертно)

## Фільмографія
1. 1955 — Мати (Київська кіностудія) — робітник-підпільник
2. 1956 — Головний проспект
3. 1956 — Діти сонця (фільм-спектакль) — Михайло
4. 1957 — Коли співають солов'ї (Київська кіностудія) — Кузя
5. 1958 — Місто запалює вогні — Сергій Ерошін
6. 1959 — Сьогодні звільнення не буде ... (к/м фільм) — капітан Галич
7. 1959 — Олекса Довбуш (Київська кіностудія) — Юзеф
8. 1959 — Чорноморочка (Одеська кіностудія) — Юрко Фарасюк
9. 1960 — Люблю тебе, життя! — морячок з гітарою
10. 1960 — Спадкоємці — Фімка Воронька
11. 1961 — Балтійське небо — Ілля Татаренко
12. 1961 — За двома зайцями (Київська кіностудія) — Свирид Петрович Голохвостий
13. 1962 — Велика дорога — Митька, дорученець комбрига
14. 1963 — Стежки-доріжки (Київська кіностудія, режисер у співавт.) — Роман Степанович Калинка
15. 1963 — Приборкувачі велосипедів — Лео Валик, молодий ветеринар
16. 1965 — Дайте книгу скарг — Юрій Нікітін
17. 1965 — Обіцянка щастя (фільм-спектакль)
18. 1965 — Життя Галілея (фільм-спектакль) — кардинал Барберіні, потім — папа Урбан VIII
19. 1965 — Ніс (фільм-спектакль) — майор Ковальов
20. 1965 — Робоче селище — Леонід Плещеєв
21. 1966 — На дикому березі — Петрович
22. 1966 — Марнотрат (фільм-спектакль) — Бонифатий Минутка
23. 1967 — Бунтівна застава — Микола
24. 1968 — Віринея — Василь
25. 1968 — На війні як на війні — Мишка Домешек
26. 1968 — Живий труп — слідчий
27. 1969 — Правду! Нічого, крім правди! (Фільм-спектакль) — Максиміліан Робесп'єр
28. 1970 — Потоп (фільм-спектакль) — адвокат
29. 1970 — Крадіжка — Орефьев, полковник міліції
30. 1972 — Перевірка на дорогах — розвідник Соломін
31. 1972 — Принц і жебрак — Гуго, ватажок злодійської зграї
32. 1973 — Крах інженера Гаріна — Петро Петрович Гарін
33. 1975 — Розповідь про просту річ
34. 1975 — Гамлет Щигровського повіту
35. 1975 — Щоденник директора школи — Борис Миколайович Свєшніков
36. 1977 — Друга спроба Віктора Крохіна — Степан
37. 1977 — Життєва справа — демобілізований солдат
38. 1977 — Одруження — Кочкарьов
39. 1978 — Заручини у Боготолі (Київська кіностудія)
40. 1979 — Останнє полювання — капітан Хорсфілд
41. 1979 — Сьогодні і завтра — Кадишев
42. 1980 — Ендшпіль (к/м фільм) — Федір
43. 1980 — Рафферті — Джек Рафферті
44. 1981 — Други ігрищ та забав — Свиридов
45. 1981 — Історія одного кохання — Шаліков
46. 1981 — Два рядки дрібним шрифтом / нім. Zwei Zeilen, kleingedruckt — Ташков
47. 1981 — Росія молода — Ларс Дес Фонтейнес
48. 1982 — Острів скарбів — Джон Сільвер
49. 1982 — Зупинився потяг — слідчий Єрмаков
50. 1982 — Прозоре сонце осені (к/м фільм) — Аркадій Галецький
51. 1982 — Крадіжка — Хаббард
52. 1983 — Підліток — Версілов
53. 1983 — Рецепт її молодості — Прус
54. 1984 — Макар-слідопит — штабс-капітан Чорний
55. 1984 — Парад планет — вчений Герман Костін
56. 1985 — Контракт століття — Бессонов, голова делегації
57. 1985 — Аткінс/нім. Atkins (НДР) — Аткінс
58. 1985 — Перед самим собою — Воробйов
59. 1986 — По головній вулиці з оркестром — Муравін
60. 1986 — Прорив — Полуектов, начальник Ленметростроя
61. 1987 — Садівник — Льоша Глазов
62. 1987 — Запам'ятайте мене такою — Андрій Петрович
63. 1987 — Лагідна (фільм-спектакль)
64. 1987 — Дні і роки Миколи Батигіна — Пальцєв
65. 1988 — Батьки — Дронов
66. 1988 — Слуга — Андрій Андрійович Гудіонов
67. 1990 — Спокуса Б. — Магістр
68. 1990 — Лебедина пісня (фільм-спектакль)
69. 1990 — Єдиний свідок (Болгарія) — Христо Панов, літній робітник
70. 1992 — Луна-парк — Наум Хейфіц
71. 1992 — Гроза над Руссю (Україна) —  цар Іван Грозний
72. 1993 — Мені нудно, бісе — Мефістофель/Бог та ін.

### Дубляж, озвучування
- Лікаря викликали? (1974)
- Готель «Біля загиблого альпініста» (1979)
- Варіант «Зомбі» (1985) та ін.

## Ролі в театрі

### Київський російський драматичний театр ім. Лесі Українки
- 1951 — «Ходіння по муках» за О. М. Толстим — матрос Шаригін
- 1951 — «Учитель танців» Л. де Веги — Белардо
- 1951 — «Вороги» М. Горького — відставний солдат Кінь
- 1952 — «Мертві душі» по М. В. Гоголю в інсценуванні М. О. Булгакова — слуга Порфирій
- 1952 — «Маскарад» М. Ю. Лермонтова — Арлекін
- 1952 — «Овід» за Е. Л. Войнич — Жебрак, Солдат
- 1953 — «Весна в Москві» В. М. Гусєва — Яша
- 1954 — «Стрекоза» М. Г. Бараташвілі — Кохта
- 1954 — «Ромео і Джульєтта» В. Шекспіра — Грігоріо
- 1954 — «Живий труп» Л. М. Толстого — Коротков
- 1955 — «В добрий час!» В. С. Розова — Андрій Аверін
- 1956 — «Діти сонця» М. Горького — Міша
- 1956 — «Коли цвіте акація» Н. Г. Віннікова — Борис Пріщепін
- 1956 — «Брехня на довгих ногах» Е. де Філіппо — Гільєрмо Капуто
- 1957 — «Двадцять років потому» М. А. Свєтлова — Ліворуч
- 1957 — «Світанок над морем» "В. Суходольського по Ю. К. Смолича — Сашко Птаха
- 1958 — «В пошуках радості» В. С. Розова — Олег Савін
- 1959 — «Товариші-романтики» М. А. Соболя — Альоша Березів
- 1959 — «Комедія помилок» В. Шекспіра — слуги близнюки Дроміо [7]
- 1959 — «Куховарка» А. В. Софронова — Бджілка
- 1960 — «Останні» М. Горького — Петро
- 1961 — «Проводи білих ночей» В. Ф. Панової — Костя
- 1961 — «Океан» А. П. Штейна — Часословів
- 1961 — «Четвертий» К. М. Симонова — Другий пілот
- 1961 — «Ліс» О. М. Островського — Аркадій Щасливцев